# Elongatomerionoeda filipina
Elongatomerionoeda filipina là một loài bọ cánh cứng trong họ Cerambycidae.